# Hans Smits
Hans Karel Daniël Smits (ur. 24 stycznia 1956 w Den Helder w północnej Holandii) – holenderski piłkarz wodny. Zdobywca brązowego medalu na Letnich Igrzyskach Olimpijskich w Montrealu.